# Hippi

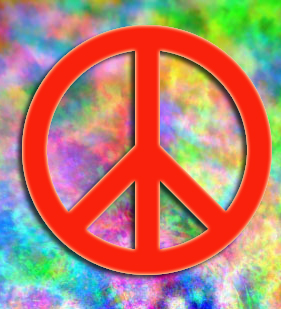
Béke jel, a legismertebb hippi szimbólum

A hippimozgalom eredete az 1960-as és 1970-es évek egyesült államokbeli lázadó diákság és fiatalság máig ható szubkultúrája.
Hippinek az elidegenedett fogyasztói társadalom ellen anarchisztikusan és feltűnősködően lázadó, abba beilleszkedni és dolgozni nem akaró fiatalokat nevezték. A hippi elnevezést először az amerikai televízióban használták 1964. április 22-én, a WNBC TV Channel 4-en, amikor New Yorkban, a New York-i Világkiállítás megnyitásánál néhány, a vietnámi háború ellen tiltakozó fiatal csoportja ülősztrájkot tartott. A hippik közös jellemzője volt, hogy hajukat hosszúra növesztették, pólót és farmert viseltek, valamint szerették a Beatlest. Őket hívták hippiknek a New York-i rendőrség hivatalnokai és a riporterek. A hippi szó használatának elterjedésében szerepet játszott Herb Caen, a San Francisco Chronicle újságírója is.

## A kifejezés eredete

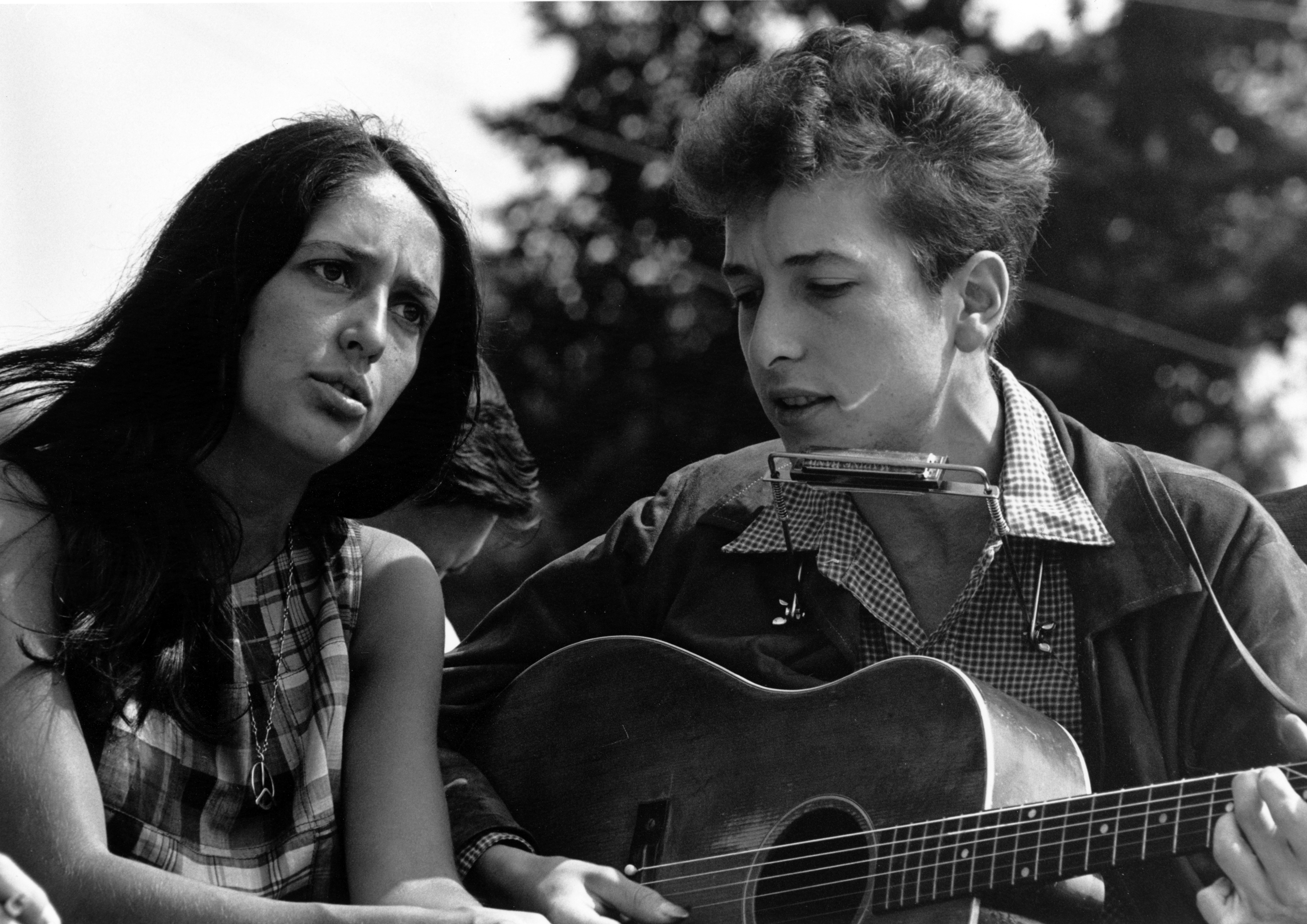
Joan Baez és Bob Dylan, az amerikai hippimozgalom ikonikus alakjai 1963-ban

A harmincas-negyvenes években hep-nek nevezték a menőket, swingereket. Később a szó írásmódja megváltozott hip-re. Az ötvenes-hatvanas évek fordulóján hipnek lenni azt jelentette, hogy az illető benne van a menő dolgokban.
A hippikultúra eredetileg ifjúsági mozgalom volt, ami az 1960-as évek elején bontakozott ki az Egyesült Államokban, és onnan terjedt el a szerte a világban. A hippi szó az angol hipster szóból ered, amely kezdetben a San Franciscó-i Haight-Ashbury körzetébe költöző embereket jelentette. A hipszterek a „beatnemzedék” ellenkultúra értékeit örökölték, saját közösséget alkottak, pszichedelikus rockzenét hallgattak, a szexuális forradalom követőivé váltak, valamint marihuánát és LSD-t használtak, hogy felfedezzék a tudat alternatív oldalát.
1967 januárjában a San Franciscó-i Golden Gate Parkban megtartották az első Emberi Együttlétet (Human Be-In) – amely egyszerre volt zenés tüntetés a békéért és a toleranciáért, valamint a szabad gondolkodásért és szerelemért –, hogy népszerűsítsék szubkultúrájukat. Ez az esemény vezetett az Egyesült Államok nyugati partján kialakult legendás Nyári Szerelemhez (Summer of Love) és a keleti parton megrendezett 1969-es Woodstocki fesztiválhoz.
Mexikóban a jipitecas-ok megalapították a La Onda Chicanát, és Avándaróban gyülekeztek, míg Új-Zélandon a nomád housetruckerek az alternatív életmódot gyakorolták, és a fenntartható energiát támogatták Nambassában. Az Egyesült Királyságban az Új Kor Utazói ingyenes nyári zenei fesztiválokat szerveztek Stonehenge-nél. Ausztráliában a hippik Nimbinben készülődtek az 1973-as Aquarius Fesztiválhoz. Chilében a Piedra Roja Fesztivált 1970-ben rendezték meg először, majd a legfontosabb hippieseménnyé vált az országban.
A hippidivatnak és -értékeknek nagy hatása volt a kultúrában, befolyásolták a popzenét, televíziót, filmet, irodalmat és művészetet. Az 1960-as évek óta a társadalom a hippikultúra számos nézőpontját magába olvasztotta. A hippik által támogatott vallási és kulturális változatosságot világszerte elfogadták, míg a keleti filozófiai és spirituális fogalmak széles hallgatóságot megérintettek. A korabeli kultúrában a hippihagyomány sok formában megfigyelhető az egészséges ételektől kezdve a zenei fesztiválokon át egészen a kibertéri forradalomig.

## A hippik története

### Előzmények
Az Egyesült Államokban az 1960-as évek második felében felbukkanó hippi mozgalom elsődleges célja a társadalomból való kivonulás, a korábbi kötöttségek alól felszabadított életmód kialakítása volt. 

### 1960-1966

#### Haight-Ashbury
San Francisco első hippijei a San Franciscó-i Állami Egyetem hallgatói voltak, akik abbahagyták tanulmányaikat. Pszichedelikus drogokat kezdtek használni, és a Haight-Ashbury olcsó, nagy viktoriánus házaiban kommunákat alakítottak. Sok amerikai fiatal költözött a környékre, és 1966 júniusára Haight-Ashburynek 15 ezer hippi lakója volt. George Harrison, a Beatles gitárosa 1967-ben ellátogatott a Haight-Ashburybe. „Nem olyan volt, amilyennek képzeltem (...) a Haigth-Ashbury kölykei kimaradtak az iskolából és ott lopták a napot, csak nem szeszt öntöttek magukba, hanem drogokat.” – emlékezett később. 

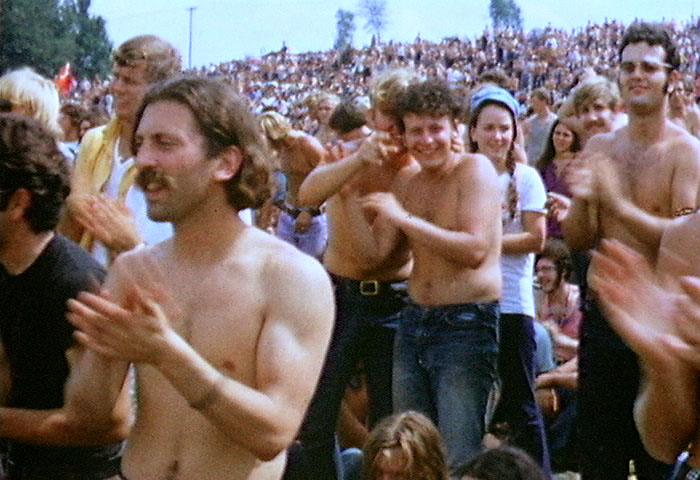
Woodstock

#### Woodstock
A Woodstock Music and Art Festival egy rockfesztivál volt, melyet New York államban, a kb. 4000 lélekszámú Bethel vidéki városban tartottak 1969 augusztusában. Sokak számára ez a találkozó szimbolizálta maga a kor és a hippi szubkultúrát. A kor számos zenésze megjelent az „esős hétvégén”, melyet az azonos nevű dokumentarista koncertfilm is rögzített (1970).
Az évek alatt számos kísérletet tettek újabb hasonló jellegű fesztiválok rendezésére, de az évek bebizonyították, hogy az 1969-es fesztivál egyszeri és megismételhetetlen, maga a legenda.
A fellépők közt volt:
- Janis Joplin
- Jimi Hendrix
- Canned Heat
- Jefferson Airplane
- The Who
- Richie Havens
- Joan Baez[1]

### A korszak vége
A hippimozgalom hanyatlása nagyjából 1969–1970 utánra tehető, ezt több esemény hozta el. Két tragikus incidens nyomta rá a bélyegét 1969-re, az egyik az Altamontban megtartott másik híres rockfesztivál, ahol a Rolling Stones koncertje közben a rendfenntartással megbízott motorosbanda halálra késelt egy Meredith Hunter nevű fiatalembert, a másik Sharon Tate színésznő és mások meggyilkolása, amit a szintén hippiként élő hírhedt „Manson-család” tagjai követtek el. Mindkét eset súlyosan megtépázta a hippikhez köthető békés életvitel étoszát. Másfelől a javarészt fiatalokból, egyetemistákból álló hippiréteg elérkezett abba a korba, amikor tanulmányai végére ért, és a napi megélhetés érdekében kénytelen volt munkát vállalva betagozódni a társadalomba, mert a világot teljesen megváltoztatni a virággyerekeknek sem sikerült. 1973-ban pedig egy békeszerződés keretében az Egyesült Államok hivatalosan is lezárta a részvételét a vietnámi háborúban, így a mozgalom fő mozgatórugója is megszűnt. Ettől a hippik még nem tűntek el teljesen, csupán a tömegeket befolyásoló hatásuk múlt el, de a popkultúrára később is jelentős hatást gyakoroltak.

## A hippi világkép

### Politika

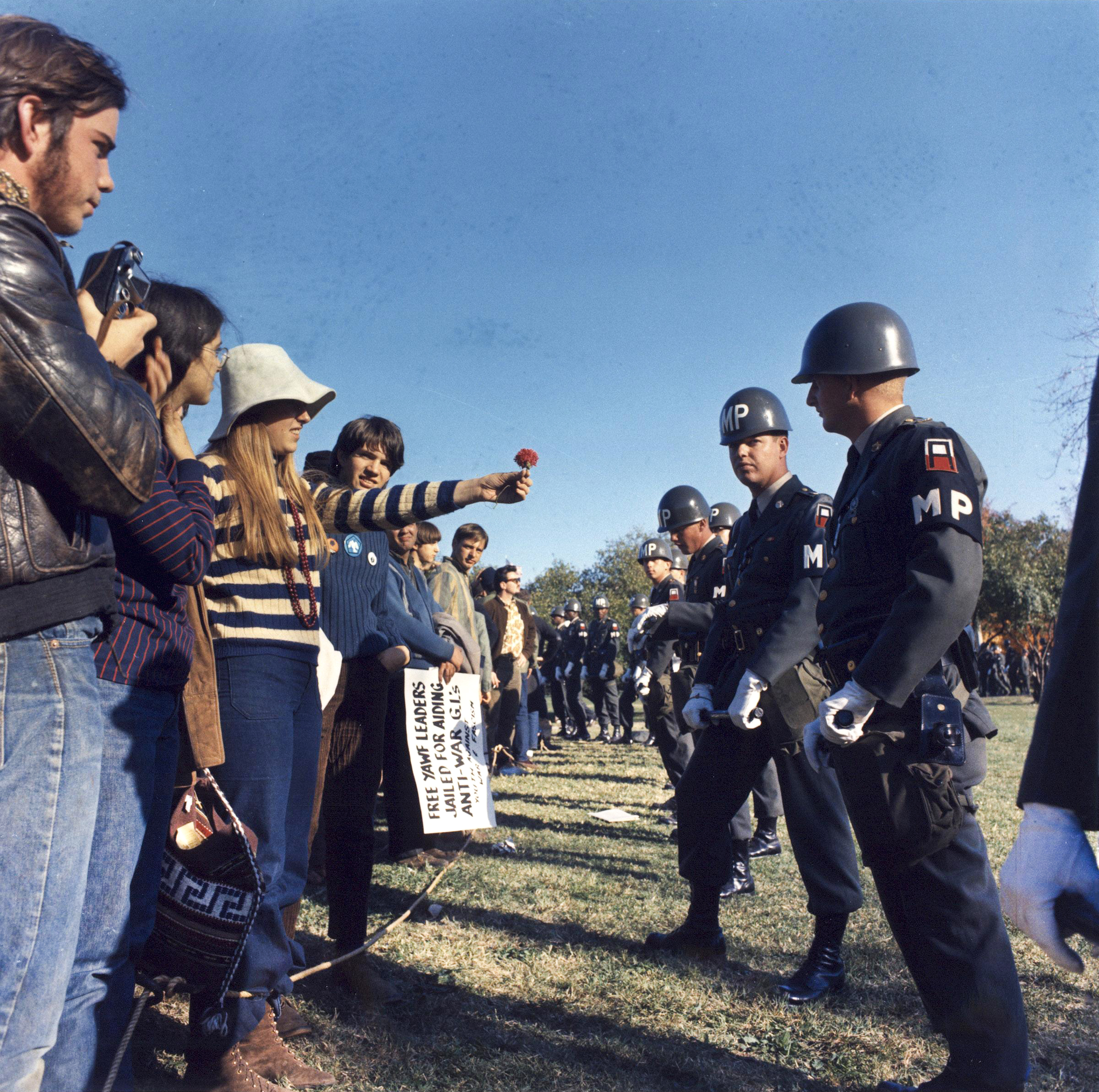
A vietnámi háború ellen virággal tüntető hippik a Pentagonnál, 1967. október 21-én.

A hippik gyakran vettek részt háborúellenes demonstrációkon szabadelvű nézeteiket hirdetve. Nem csak a vietnámi háborút utasították el, hanem az azt irányító és lehetővé tevő egész politikai rendszert. Az 1968-as demokratikus elnökválasztáson politikailag aktív csoportként jelentek meg. Politikai nézeteik pacifista és anarchista elemeket egyaránt tartalmaztak. A hippimozgalom hatására fejlődtek ki az 1970-es évek zöld-ökológiai mozgalmai, a feminizmus második hulláma, a meleg (LMBT), illetve fekete polgárjogi mozgalmak.

### Szexuális szokások
Minden nő anya volt, és minden férfi apa. Nem számított, kik a biológiai szülők, a csoport összes tagja a "család" tagja volt, közösen nevelték gyerekeiket. Gyakran mutatkoztak meztelenül és volt, hogy orgiákat tartottak, vagy legalábbis csoportszexet folytattak.

### Drogok
A hippiközösségekben általánosan elterjedt volt a drogok használata. Főként marihuánát és hasist fogyasztottak, de az LSD használata is megszokott volt. A pszichedelikus szerek elterjesztésében nagy szerepe volt Timothy Learynek – az „LSD apostolának” – és a Ken Kesey köré csoportosuló Merry Pranksters csoportnak, akik az Acid Test fesztiválokon osztogatták az LSD-t.

### Divat

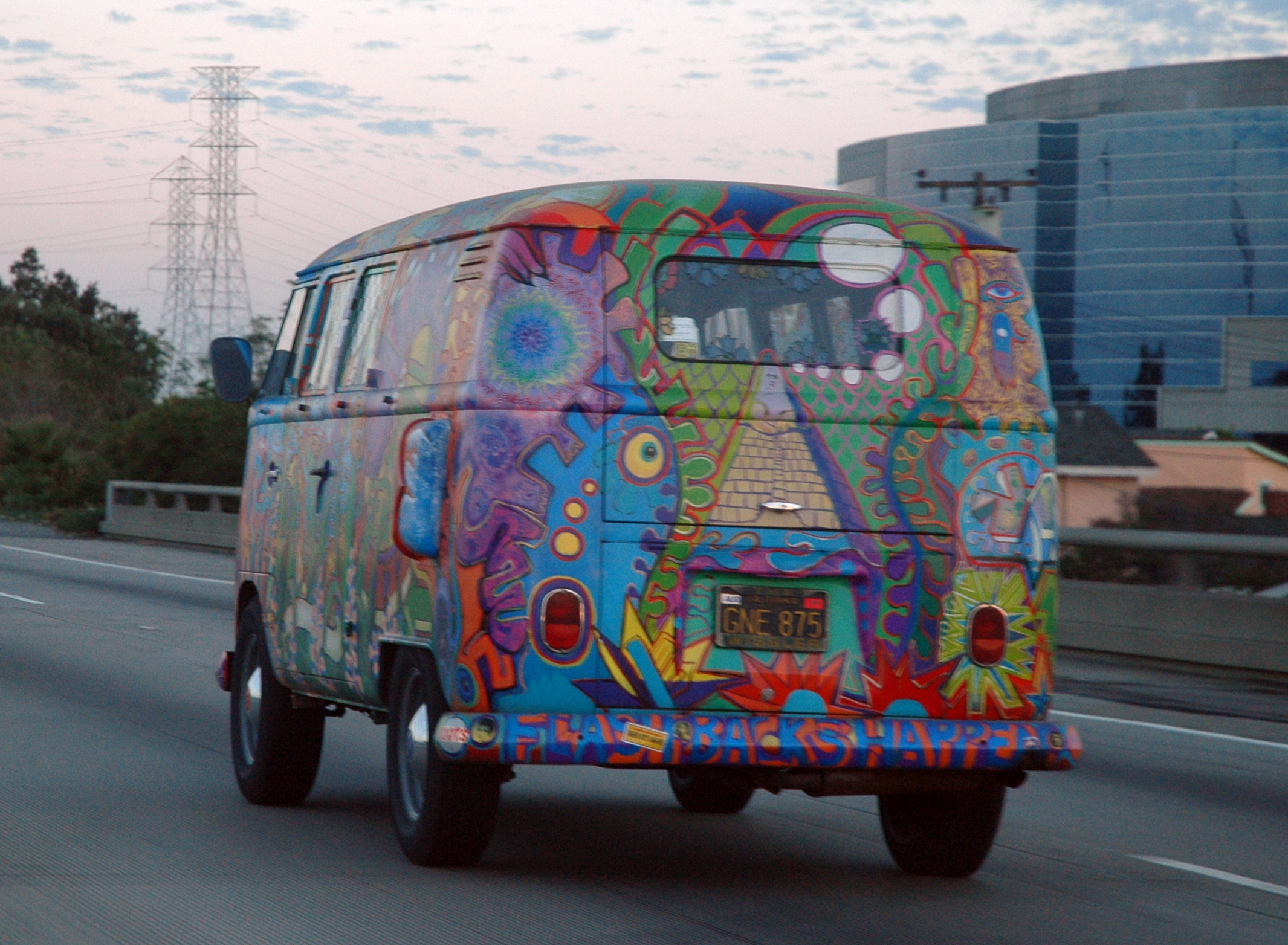
Hippi stílusú VW kisbusz

A hippi divat friss, egyedi, színes és fantáziadús. Erre a divatra jellemző a hosszú haj, a trapéznadrág, a hímzett blúzok, a tölcsérujj, a virágmotívumok. A sok fonott, illetve békejellel díszített, esetleg saját kezűleg gyártott ékszer (pl. nyaklánc, karkötő, fülbevaló). A hippik öltözetének jellegzetessége volt a színkavalkád, illetve az össze nem illő vagy ellentétes színű ruhadarabok párosítása. A viseletekből sok alapult a hagyományos indiai, nepáli, közép-amerikai, bali népviseleten. A hippik nem engedhették meg maguknak a márkás, drága ruhák vásárlását, ezért használt, összefoltozott ruhákat hordtak. Legtöbbször maguk készítették a ruháikat rongyokból, régi ruhákból. Ezeket festették, díszítették, varrták kedvük szerint. Ezért is olyan egyediek ezek a ruhadarabok.

### Életmód
Társadalmi szerepeiket elhagyva, közösségi nomád életmódjukkal a társadalmi változás iránti vágyat fejezték ki. Megnyilvánulásaikban a vietnámi háború, a fogyasztói társadalom és a nyugati középosztály értékeinek kritikája keveredett. A mozgalomra jelentős hatással voltak a keleti vallások és filozófiák (főleg a Krisna-tudat).

## Filmek
A hippimozgalom időszakában több film játszódik:
- Szeretlek, Alice B. Toklas! (I Love You, Alice B. Toklas) – rendezte: Paul Mazursky (1968)
- Kábulat (Psych-Out) – rendezte: Richard Rush (1968)
- Szelíd motorosok (Easy Rider) – rendezte: Dennis Hopper (1969)
- Zabriskie Point – rendezte: Michelangelo Antonioni (1970)
- Eper és vér (The Strawberry Statement) – rendezte: Stuart Hagmann (1970)
- Elszakadás (Taking Off) – rendezte: Miloš Forman (1971)
- Hair – rendezte: Miloš Forman (1979)
- Forrest Gump – rendezte: Robert Zemeckis (1994)
- Frisbee: The Life And Death Of a Hippie Preacher (Frizbi – Egy hippi prédikátor élete és halála) – rendezte: David Di Sabatino (2005)
- Woodstock a kertemben (Taking Woodstock) – rendezte: Ang Lee (2009)
- Volt egyszer egy... Hollywood (Once upon a time in... Hollywood) – rendezte: Quentin Tarantino (2019)

## Könyvek
- Jack Kerouac: Úton. Az Úton című könyv az ötvenes évek Amerikájáról szól, legalább másfél évtizeddel korábban, mint ahogy a hippimozgalom elterjedt. Az más kérdés, hogy akkora hatása volt az akkori generációra, hogy rengetegszer idéztek belőle, és szent könyvként tisztelték.[forrás?]
- Jan Kerouac: Gázos bébi
- Tom Wolfe: Savpróba
- Agatha Christie: A harmadik lány (a cselekmény a 60-as években játszódik, a filmfeldolgozás viszont Poirot legtöbb történetéhez hasonlóan ezt is a 30-as évekbe helyezte.)
- Elmore Leonard: Dinamit
- Barry Miles: Hippik
- Maróti Lajos: Hippi akvárium
- Déry Tibor: Képzelt riport egy amerikai popfesztiválról
- Sükösd Mihály: Hippivilág
- Sükösd Mihály: Beat, hippi, punk; 2. bőv. kiad.; Kozmosz Könyvek, Bp., 1985
- Sebők János: Woodstock népe

## Ismert hippik
- Dylan Hillestad
- Timothy Leary
- Jerry Garcia
- Janis Joplin
- Steve Jobs
- Dennis Hopper
- John Lennon